# Anne Robert Jacques Turgot
Anne Robert Jacques Turgot, barón de L'Aulne, más conocido como Turgot (París 10 de mayo de 1727-ibid., 18 de marzo de 1781), fue un político, escritor y economista francés, cofundador de la escuela de pensamiento económico conocida como fisiocracia.

## Los años de formación
Nacido en familia con experiencia política notable, abandonó la carrera eclesiástica poco antes de su ordenación. Tuvo amistad con Nicolas de Condorcet, Pierre Samuel du Pont de Nemours, Vincent de Gournay y otros intelectuales cercanos a la escuela fisiócrata de pensamiento económico. Tras finalizar sus estudios de derecho, inició una exitosa carrera en la Administración que, en 1761, le permitió acceder al cargo de intendente de la región de Limoges, donde exhibió unas extraordinarias dotes administrativas; impulsó un catastro de la zona y eliminó instrumentos impositivos desfasados, como la corvea.
Es el menor de los hijos de Michel-Étienne Turgot, preboste de los comerciantes de París, y de Madeleine Françoise Martineau de Brétignolles, perteneciente a una familia normanda de rancio abolengo. Se le educa en la Iglesia, y en la Sorbona, en la que empezó a estudiar en 1749. Su nombre en esa época es el de abad de Brucourt. Es autor de dos notables disertaciones latinas: Sobre los beneficios que la religión cristiana ha aportado al género humano, y sobre La historia del progreso en por la poesía y trata de introducir en la poética francesa las reglas de la prosodia latina. Su traducción del libro cuarto de la Eneida fue acogida por Voltaire como la única traducción en prosa por la que mereciera la pena interesarse.
En 1750, toma la decisión de no entrar en las órdenes, lo que justifica, como había hecho Dupont de Nemours, alegando que no es capaz de llevar una máscara toda su vida. En 1752, consigue ser sustituto, y más adelante consejero en el Parlamento de París, y, en 1753, maître des requêtes. En 1754, forma parte de la cámara real que se forma en un exilio del Parlamento. En 1755 y 1756, acompaña a Gournay, por entonces intendente de comercio, en sus giras de inspección por las provincias, y en 1760, durante un viaje por el este de Francia y por Suiza, visita a Voltaire, con el que traba amistad. En París, acude a los salones, en especial a los de Françoise de Graffigny —al parecer interesado en casarse con su sobrina, Mademoiselle de Ligniville («Minette»), que luego pasó a ser Madame Helvétius, y con la que mantuvo amistad toda su vida—, Madame Geoffrin, Madame du Deffand, Julie de Lespinasse y la duquesa de Envilie. En esa época conocerá a los teóricos fisiócratas, Quesnay y Gournay, y con ellos Dupont de Nemours, el abad Morellet y otros economistas.

La posición del campesino es muy diferente (de la del obrero asalariado). La tierra, independientemente de cualquier otro hombre y de toda convención, le paga el precio de su trabajo. La naturaleza no regatea con él para obligarle a contentarse con lo necesario... Lo que ella da no está proporcionado ni a sus necesidades ni a una evaluación convencional del precio de de sus jornadas: es el resultado físico de la fertilidad del suelo y de la justeza, más que de la dificultad de los medios que él ha empleado para hacerlo fecundo. En cuanto el trabajo del campesino produce por encima de sus necesidades, puede, con ese excedente que la naturaleza le otorga en puro don, por encima del salario de sus penas, comprar el trabajo de los demás miembros de la sociedad. Estos, al venderle, no ganan sino su vida, en tanto que el campesino recoge, además de su subsistencia, una riqueza independiente y disponible que él no ha comprado y que él vende. Él es pues la única fuente de riquezas que con su circulación animan todos los trabajos de la sociedad, porque es el único cuyo trabajo produce por encima del salario del trabajador.
Turgot: Reflexions sur la formation et la distribution des richesses (1766)

Escribió varias obras de teoría económica como Reflexiones sobre la formación y distribución de la riqueza (1766) o Sobre la libertad en el comercio de grano (1770). En 1774, Luis XVI le designó auditor general, y durante los dos años en los que permaneció en el cargo introdujo numerosas reformas, muchas de ellas orientadas a la abolición de los privilegios de los terratenientes, cuyas intrigas provocaron su destitución.
Paralelamente, estudia diferentes aspectos de la ciencia, y lenguas clásicas y modernas. En 1753, traduce las Cuestiones sobre el comercio del inglés Josias Tucker, y redacta sus Cartas sobre la tolerancia, y un panfleto, El conciliador, defendiendo la tolerancia religiosa. Entre 1755 y 1756, compone diversos artículos para la Enciclopedia, y entre 1757 y 1760, un artículo sobre los Valores de las monedas, probablemente para el Diccionario del comercio del abad Morellet. En 1759, aparece su Elogio de Gournay.

## Intendente
En agosto de 1761, se nombra a Turgot intendente de la generalidad de Limoges, que incluía algunas de las regiones más pobres y más sobrecargadas fiscalmente de Francia. Permanecerá en ella trece años. Profundamente marcado por las teorías de François Quesnay y Gournay, se preocupa de aplicarlas en la medida de lo posible en su provincia. Su primera idea era la de continuar su trabajo, ya iniciado por su predecesor Tourny, de llevar a cabo un informe catastral de su territorio, con el objetivo de llegar a una exacta estimación de la taille. Consigue una importante reducción en la contribución de la provincia. Publica un Aviso sobre la asignación y reparto de la «taille» (1762-1770) y, como presidente de la Sociedad agrícola de Limoges, ofrece premios por experimentos sobre el principio de tasación. Quesnay y Mirabeau propusieron una tasa proporcional («impuesto de cuotidad»), pero Turgot propone una tasa distributiva («impuesto de reparto»). Otra idea es la sustitución en lo que corresponde a las corveas por una tasa en moneda recaudada en toda la provincia, con el objetivo de establecer una sólida red que distribuyera con mayor justicia los gastos de construcción de carreteras, dado que esta construcción estaba asignada a contratistas.
En 1769, escribe su Memoria sobre los préstamos con interés, con motivo de la crisis que provoca un escándalo financiero en Angulema. Por primera vez se trata de manera científica el tema del préstamo, y no sólo desde un punto de vista religioso. Entre los demás trabajos que Turgot escribe durante su intendencia están la Memoria sobre minas y canteras y la Memoria sobre la marca de los hierros, en los que protesta contra las normas del Estado y su intervención, a la vez que defiende la libre competencia. Por otra parte, trabaja para favorecer la agricultura y las industrias locales, entre otras las manufacturas de porcelana. Durante la hambruna de 1770-1771, obliga a los terratenientes a ayudar a los pobres y en especial a sus aparceros, y organiza en todos los talleres de la provincia oficinas de caridad para proporcionar una actividad a los capacitados para trabajar, y un socorro a los desvalidos. Paralelamente, condena la caridad no discriminatorio. Hay que destacar que Turgot, cuando puede, hace que los curas sean los agentes de sus caridades y de sus reformas. En 1770 escribe sus famosas Cartas sobre la libertad del comercio de grano, dirigidas al controlador general de las finanzas, el abad Terray. Tres de esas cartas han desaparecido, tras haber sido enviadas por Turgot a Luis XVI más adelante y nunca se han recuperado, pero las que quedan demuestran que el libre comercio es conveniente para el propietario, para el granjero y también para el consumidor, y pide por ello una eliminación de las trabas.
Escribe uno de sus más conocidos trabajos, Reflexiones sobre la formación y la distribución de la riqueza, en la primera época de su intendencia, en beneficio de dos estudiantes chinos. En 1766, redacta las Efemérides del ciudadano, que se publican en 1769-1770 en el diario de Dupont de Nemours, y se publican de manera separada en 1776. Dupont, sin embargo, modificó el texto para que se ajustará más a la doctrina de Quesnay, lo que ocasionó que sus relaciones con Turgot se enfriaran.
Tras haber trazado el origen del comercio, Turgot desarrolla la teoría de Quesnay según la cual el suelo es la única fuente de riqueza, y divide la sociedad en tres clases: los cultivadores, los asalariados o artesanos, y los propietarios. Tras haber discutido sobre la evolución de los distintos sistemas de cultivo, sobre la naturaleza de los intercambios y de las negociaciones, de la moneda, y de la función del capital, escoge la teoría del «impuesto único», según la cual únicamente el producto neto del suelo debe ser tasado. Además, vuelve a pedir libertad total en el comercio y en la industria.

## Ministro

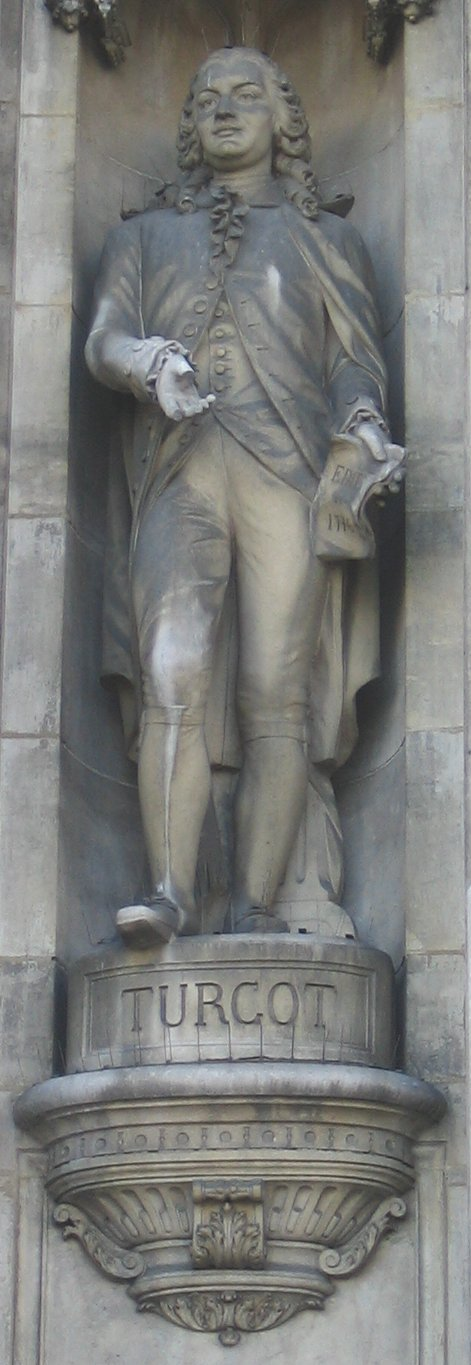
Estatua de Turgot (Ayuntamiento de París).

Turgot es nombrado ministro del conde de Maurepas, el mentor del rey, al que había sido muy recomendado por un amigo común, el abad Very. Su nombramiento como ministro de Marina en julio de 1774 tiene una buena acogida, en especial entre los filósofos. Un mes más tarde, es nombrado inspector general de Finanzas. Su primera acción es la de someter al rey una declaración de principios: no habría bancarrota, no aumentaría los impuestos, no se endeudarían. La política de Turgot, ante une situación financiera desesperada, fue la de controlar de modo estricto el gasto en todos los ministerios. Todos los gastos deben ser aprobados desde entonces por el Inspector. Se eliminan algunas prebendas, indemnizando a sus titulares. Se lucha contra los abusos de las «compras al contado», a la vez que Turgot solicita personalmente al rey una generosa dotación de empleos y pensiones. 
Contempla también la posibilidad de llevar una gran reforma agraria, pero tiene que conformarse en principio con imponer sus condiciones en el momento de las renovaciones de los contratos de arrendamiento: empleados más eficaces y supresión de los abusos de cierto tipo de pensiones (llamadas croupes). Esta reforma había sido eludida por el abad Terray, al darse cuenta de la gran cantidad de personas bien situadas que se veían afectadas. Turgot anula también algunas contratas, como las de la fabricación de la pólvora para cañón y la administración de la mensajería, antes confiada una sociedad de la que era consejero Lavoisier. Más tarde, sustituye el servicio de diligencias por otros vehículos más confortables, llamados «turgotinas». Prepara un presupuesto ordinario.
Las medidas de Turgot consiguen reducir el déficit de manera significativa, y mejoran el crédito de tal modo que en 1776, justo antes de su cese, consigue negociar un préstamo al 4% con banqueros, pero el déficit sigue siendo tan importante que le impide probar de modo inmediato su idea favorita: la sustitución de los impuestos indirectos por una tasa sobre los valores inmobiliarios. Suprime sin embargo un gran número de impuestos y tasas menores, y se opone, con criterios financieros a la participación de Francia en la guerra de independencia de los Estados Unidos, sin éxito.
Turgot se pone a trabajar de modo inmediato para establecer el libre comercio del grano (supresión del derecho de mercado), pero su decreto, que se firma el 13 de septiembre de 1774, tropieza con una fuerte oposición en el propio Consejo del rey. El preámbulo de este decreto, al exponer las doctrinas sobre las que se basa, le hace recibir elogios de los filósofos, aunque también las críticas de algunas personas ilustres. Turgot tiene que reescribirlo tres veces para conseguir que quede «tan purificado como para que cualquier juez de pueblo pueda explicárselo a los campesinos». Turgot se convierte en el blanco de todos los que habían especulado con el precio del grano durante el mandato del abad Terray, entre ellos miembros de la propia familia real. Además, el comercio de trigo pasó a ser el tema favorito de los salones y el ingenioso Galiani, enemigo de los fisiócratas, cuenta con numerosos seguidores. La oposición de la época la llevan Linguet y Necker, que en 1775 publica su Ensayo sobre la legislación y el comercio del grano. 
Sin embargo, el peor enemigo de Turgot resulta ser la mala cosecha de 1774, que eleva los precios durante el invierno de 1774 y la primavera de 1775. En abril se producen disturbios en Dijon, y a principios de mayo tienen lugar las revueltas conocidas como la «guerra de las harinas». Turgot demuestra firmeza en la represión de los disturbios, y consigue el apoyo del Rey. Su posición se ve reforzada con la entrada de Malesherbes entre los ministros en julio de 1775.
En lo relativo a sus relaciones con Adam Smith, Turgot escribe: «me vi honrado con su amistad y aprecio, pero nunca con su correspondencia»; pero no existen dudas sobre si Adam Smith conoció a Turgot en París.
Finalmente, Turgot presenta al Consejo del rey en enero de 1776 sus famosos Seis decretos. De los seis, cuatro tienen una importancia subsidiaria. Los dos que se encontraron con una violenta oposición fueron el decreto que suprimía la corvea real y la eliminación de las jurandes y gremios. En el preámbulo, Turgot anuncia su objetivo de abolir los privilegios y de someter a los tres órdenes a imposición; sin embargo, pronto el clero se vio exento, debido a la demanda de Maurepas. En el preámbulo del decreto sobre las jurandes marca como principio el derecho de cualquier hombre a trabajar sin restricciones. 
Consigue el registro de los decretos por el asiento de justicia del 12 de marzo.
Sus ataques contra los privilegios le ocasionan el odio de la nobleza y del Parlamento de París; su reforma de la Casa real, el odio de la corte; su legislación de libre cambio, el de los financieros; sus opiniones sobre la tolerancia y su campaña contra los juramentos obligatorios para los protestantes, el del clero; por último, su decreto sobre las jurandes, el de la burguesía rica de París y el de otros, como el príncipe de Conti, cuyos intereses se ven afectados. La reina María Antonieta tampoco lo apreciaba desde el momento en el que se había opuesto a la concesión de favores a sus protegidos, como Madame de Polignac.[cita requerida]
Las cosas se habrían mantenido si hubiese mantenido la confianza del rey, pero éste también se da cuenta de que Turgot no cuenta con el favor de los demás ministros. Incluso su amigo Malesherbes opina que es demasiado impulsivo.[cita requerida] La impopularidad de Maurepas es también creciente. Ya sea por celos ante la influencia que Turgot ejercía en el rey, o por incompatibilidad natural entre ellos, Maurepas se apunta al bando de los contrarios a Turgot y se reconcilia con la reina. Sobre esta época aparece una publicación, El sueño de M. Maurepas, que se atribuye en general al conde de Provenza (futuro Luis XVIII), que tenía una caricatura de Turgot.
Con los fisiócratas, Turgot cree en el aspecto ilustrado del absolutismo político y cuenta con el rey para desempeñar todas las reformas. En cuanto a los Parlamentos, se opuso a cualquier intervención de éstos en el tema legislativo, al considerar que no tenían competencia alguna en el terreno de la justicia. Es conocedor del peligro que entrañan los viejos parlamentos, pero no se ve capaz de oponerse con eficacia y es posible que subestimara su poder. Se opuso a la convocatoria de los Estados Generales que preconizaba Malesherbes el 6 de mayo de 1775.[cita requerida] Su plan personal podemos encontrarlo en su Memoria sobre los municipios, que se sometió al rey con carácter informal. En el sistema que Turgot propone, sólo los propietarios deben formar al electorado, sin que se haga distinción entre los tres órdenes. Los habitantes de las ciudades deben elegir representantes por zona municipal, éstos a su vez eligen a los gobiernos provinciales, y estos últimos una gran diputación, que no tiene poder legislativo alguno, pero debe ser consultada a la hora de establecer tasas. Se necesita combinar un completo sistema de educación y otro de caridad para socorrer a los pobres. 
Luis XVI retrocede ante la amplitud de su plan. Turgot se ve obligado a elegir entre una reforma superficial del sistema existente y una reforma total de los privilegios, para lo que era necesario ser un ministro popular y contar con un rey fuerte.

## Los últimos años
Luego de tres años de retiro en una estancia de Saint Germain, Turgot enferma de tuberculosis.

## Personalidad
Sus amigos contaban su encanto y su alegría en las relaciones íntimas, pero silencioso y torpe en público.[cita requerida] Tanto sus amigos como sus enemigos estaban de acuerdo en un punto: su brusquedad y su falta de tacto en las relaciones humanas;[cita requerida] Oncken señala, con razón, el tono de «maestro de escuela» de su correspondencia, incluso con el rey. 
Las opiniones sobre sus cualidades de hombre de estado están divididas, pero se considera en general que es el impulsor de un gran número de reformas y de ideas de la Revolución francesa. A menudo no son sus propias ideas, pero a él se debe su difusión. Sobre sus cualidades de economista, también las opiniones están divididas. Oncken, si tomamos la opinión más negativa, lo ve como un mal fisiócrata y un pensador confuso,[cita requerida] mientras Léon Say considera que es el fundador de la economía política moderna y que «a pesar de haber fracasado en el siglo xviii triunfó en el xix».[cita requerida]

## Obras
- Discurso sobre las ventajas que el establecimiento del cristianismo ha procurado al género humano, trad. Dr. Gonçal Mayos.

- Discursos sobre el progreso humano , trad. Gonçal Mayos.

### Libros
- Condorcet; Turgot (1883).  Charles Henry, ed. Correspondance inédite de Condorcet et de Turgot : 1770-1779 [Correspondencia inédita de Condorcet y Turgot: 1770-1779] (en francés). Paris: Charavay Frères.
- Dakin, Douglas (1939). Turgot and the Ancient Régime in France (en inglés). Londres: Methuen & Co.
- Faure, Edgar (1961).  Gérard Walter, ed. La disgrâce de Turgot (12 mai 1776) [La desgracia de Turgot (12 de mayo de 1776)]. Trente journées qui ont fait la France (en francés) 16. Paris: Gallimard. ISBN 2-07-022347-7.
- Say, Léon (1887). Turgot. Les Grands écrivains français (en francés). Paris: Librairie Hachette et Cie.
- Schelle, G. (1900). «Turgot».  En M. Léon Say; M. Joseph Chailley, eds. Nouveau dictionnaire de l’économie politique (en francés) 2 (2a edición). Paris: Guillaumin et Cie. pp. 1122-1135.
- Schelle, G. (1909). Turgot (en francés). Paris: Félix Alcan.
- Turgot (1994). Écrits économiques [Escritos económicos] (en francés). Paris: Calmann-Lévy. ISBN 9782702105368.
- Turgot (2011).  David Gordon, ed. The Turgot Collection: Writings, Speeches, and Letters of Anne Robert Jacques Turgot, Baron de Laune (en inglés). Introduction by Murray N. Rothbard. Auburn: Ludwig von Mises Institute. ISBN 978-1-933550-94-7.
- Artola, Miguel (2000). «Fisiocracia y librecambio». Textos fundamentales para la Historia. Madrid: Alianza Editorial. ISBN 84-206-8009-5.

### Artículos
- Benkemoune, Rabah (2006). «Information et allocation efficace des ressources dans une économie décentralisée : Organisation des marchés chez Turgot et Gustave de Molinari». Cahiers d'économie politique (en francés) (50): 87-101.
- Cieply, Sylvie; Le Pape, Nicolas (2006). «La théorie du rationnement du crédit a-t-elle négligé Anne Robert Jacques Turgot ?». Cahiers d'économie politique (en francés) (50): 103-121.
- Groenewegen, P. D. (1971). «A Re-Interpretation of Turgot's Theory of Capital and Interest». The Economic Journal (en inglés) 81 (322): 327-340. doi:10.2307/2230075.
- Groenewegen, P. D. (1968). «Turgot and Adam Smith». Scottish Journal of Political Economy (en inglés) 15 (3): 271-287. doi:10.1111/j.1467-9485.1968.tb00017.x.
- «Portrait : Turgot 1727-1781». La nouvelle lettre (en francés) (1062): 8. 2011. Archivado desde el original el 25 de octubre de 2012. Consultado el 10 de mayo de 2012.
- Powell, Jim (1997). «Anne Robert Jacques Turgot, Who First Put Laissez-Faire Principles into Action». The Freeman: Ideas on Liberty (en inglés) 47 (8): 496-507. Archivado desde el original el 24 de abril de 2012. Consultado el 10 de mayo de 2012.
- Rothschild, Emma (1992). «Commerce and the State: Turgot, Condorcet and Smith». The Economic Journal (en inglés) 102 (414): 1197-1210. doi:10.2307/2234386.
- Vergara, Francisco (2008). «Intervention et laisser-faire chez Turgot (Le rôle de l'État selon le droit naturel)». Cahiers d'économie politique (en francés) (54): 149-169.